# The Last Exorcism
The Last Exorcism is een Frans-Amerikaanse (Engelstalige) thriller-horrorfilm uit 2010 onder regie van Daniel Stamm. Hiervoor won hij de Empire Award voor beste horrorfilm. Daarnaast werd hij genomineerd voor de Independent Spirit Award voor beste eerste productie en Ashley Bell voor die voor beste bijrolspeelster.
The Last Exorcism is vormgegeven als een mockumentary.

## Verhaal
Cotton Marcus (Patrick Fabian) is de zoon van een predikant en van jongs af aan erop getraind om in diens voetsporen te treden. Hij heeft er een aangeboren talent voor om vurig en opzwepend voor menigtes te preken en is zich op den duur ook gaan begeven in het exorcisme. Marcus is op zeker moment alleen tot de conclusie gekomen dat er geen God, geen duivel en geen demonen bestaan. Hoewel dit zijn activiteiten als duiveluitdrijver ook flauwekul maakten, ging hij daar toch mee door omdat de showelementen ervan hem zo bevielen en het goed betaalde. Later wilde hij ook hiermee stoppen, maar zag daar vanaf toen hij een bericht las over een jongetje dat gestikt was toen mensen een vermeende duiveluitdrijving bij hem uitvoerden. Marcus besloot dat hij beter door kon gaan met veilige nepuitdrijvingen, om daarmee te voorkomen dat zijn cliënten in handen vielen van mensen met levensgevaarlijke methodes.
Marcus heeft zich nu voorgenomen om samen met zijn producente Iris Reisen (Iris Bahr) een documentaire te maken over de eerstvolgende duiveluitdrijving waarvoor hij gebeld wordt. Hierin wil hij precies laten zien dat het allemaal nep is en welke effecten hij gebruikt om de omstandigheden echter te laten lijken. Zo gebruikt hij amper zichtbare touwtjes om schilderijen van de muur te laten vallen en bedden te laten schudden. Achter op zijn crucifix zit een knopje waarmee hij het kruis kan laten roken als hij daarmee het lichaam van een bezetene aanraakt.
Dan krijgt Marcus een telefoontje van de streng religieuze Louis Sweetzer (Louis Herthum). Hij woont samen met zijn kinderen Caleb (Caleb Landry Jones) en Nell (Ashley Bell) in een plattelandsgehucht en weet zeker dat zijn dochter bezeten is door de duivel. Marcus gaat er met Reisen en een cameraman naartoe om te helpen en dit te filmen. Voor hem staat al snel vast dat Nell geen demonische, maar psychologische problemen heeft die veroorzaakt worden door een achterliggend trauma. Sweetzer wil hier niets van weten en eist een religieuze oplossing.

## Rolverdeling
- Patrick Fabian - Cotton Marcus
- Ashley Bell - Nell Sweetzer
- Iris Bahr - Iris Reisen
- Louis Herthum - Louis Sweetzer
- Caleb Landry Jones - Caleb Sweetzer
- Tony Bentley - Pastor Manley
- John Wright Jr. - John Marcus
- Shanna Forrestall - Shanna Marcus
- Justin Shafer - Justin Marcus
- Becky Fly - Becky Davis
- Logan Craig Reid - Logan Winters
- Adam Grimes - Daniel Moskowitz